# Paisatge nevat
Paisatge nevat (Paysage enneigé) és un quadre de Pierre-Auguste Renoir pertanyent a la col·lecció Walter-Guillaume i dipositat al Museu de l'Orangerie, en el qual, paradoxalment, la neu és poc visible.

## Història
Renoir no compartia amb els impressionistes el gust pels paisatges nevats, que són molt poc freqüents en la seua obra. Confessà a Vollard, que li recordava el seu Patinadors a Longchamp (1868): "Mai no he suportat el fred; de manera que de paisatges d'hivern, només hi ha aquesta tela... Recordo també dos o tres petits estudis. I a més, fins i tot suportant el fred, per què pintar la neu, aquesta lepra de la natura?..."

## Descripció
Aquest oli sobre tela (51 × 66 cm) és tan sols el reflex del sol i del cel blavós, perquè el blanc, afirmava Renoir, "no existeix en la natura". La neu no cobreix tot el paisatge. No obstant això, quan hi és present, esdevé un banc de proves de la pintura impressionista per a experimentar amb la llum i les ombres acolorides. Aquesta obra serveix al pintor per a demostrar que la neu no és blanca, al contrari del que comunament es creu, sinó que reflecteix tots els colors dels objectes del seu voltant. No porta data, però la seua factura impressionista a base de petites pinzellades atapeïdes l'acosta als paisatges nevats realitzats per Monet pels voltants del 1875.